# Шубранец (село)
Шубране́ц (укр. Шубранець) — село в Горишнешеровецкой сельской общине Черновицкого района Черновицкой области Украины.
До 2020 года входило в Заставновский район
Село располагается на одноименной реке.
Население по переписи 2001 года составляло 1787 человек. Почтовый индекс — 59454. Телефонный код — 3737. Код КОАТУУ — 7321589501.